# 泡核桃
泡核桃（学名：Juglans sigillata）为胡桃科胡桃属下的一个种。